# Дамаскин Гаганярас
Дамаскин (на гръцки: Δαμασκηνός, Дамаскинос) е гръцки духовник, яфенски архиепископ на Йерусалимската патриаршия.

## Биография
Роден е като Атанасиос Гаганярас (Ἀναστάσιος Γκαγκανιάρας) в 1952 година в западномакедонската паланка Влашка Блаца, на гръцки Власти, Гърция. В 1967 година пристига в Йерусалим.
В 1968 година се замонашва, в 1970 година става дякон, служещ в Йерусалим, Назарет и Аман. В 1977 година е ръкоположен за свещеник, а в 1980 година става архимандрит. В същата година завършва английска филология в Католическия университет във Витлеем, а в 1984 година – богословие в Солунския университет. В 1985 година завършва постдипломни изследвания по византийска история в Солун, а на следната 1986 година защитава докторат в Богословския факултет.
Служи в църквата „Възкресение Христово“, във Витлеем, като игумен на няколко манастира и като преподавател в Патриаршеското училище. В 1994 година със собствени средства обновява църквата „Свети Архангели“ и манастира в Яфа. В 1996 година става член на Светия Синод, а през октомври 1998 година избран и на 13 октомври 1998 година ръкоположен за яфенски епископ. В 2000 година е повишен в архиепископ и е назначен за председател на Църковния съд в Яфа. В 2001 година обновява и отваря училището в Яфа. В 2001 година е назначен за екзарх в Гърция, а в 2002 година за екзарх в Америка. В 2008 година защитава докторат по право в Солунския университет с дисертация „Структурната организация на Йерусалимската патриаршия“.